# Šadda

Šadda neboli tašdíd (شَدَّة, doslova „důraz“) je diakritické znaménko používané v arabském písmu, které označuje zdvojení příslušné souhlásky, například ve slově رُمَّان rummán - granátové jablko. Má podobu dvojitého obloučku a umisťuje se nad písmeno.

## Použití
Šadda je vyobrazena například na íránském znaku (a tím i na íránské vlajce). Nachází se nad špicí meče a symbolicky tak znásobuje jeho sílu.

Íránský státní znak
Íránská vlajka